# Michał Glücksberg

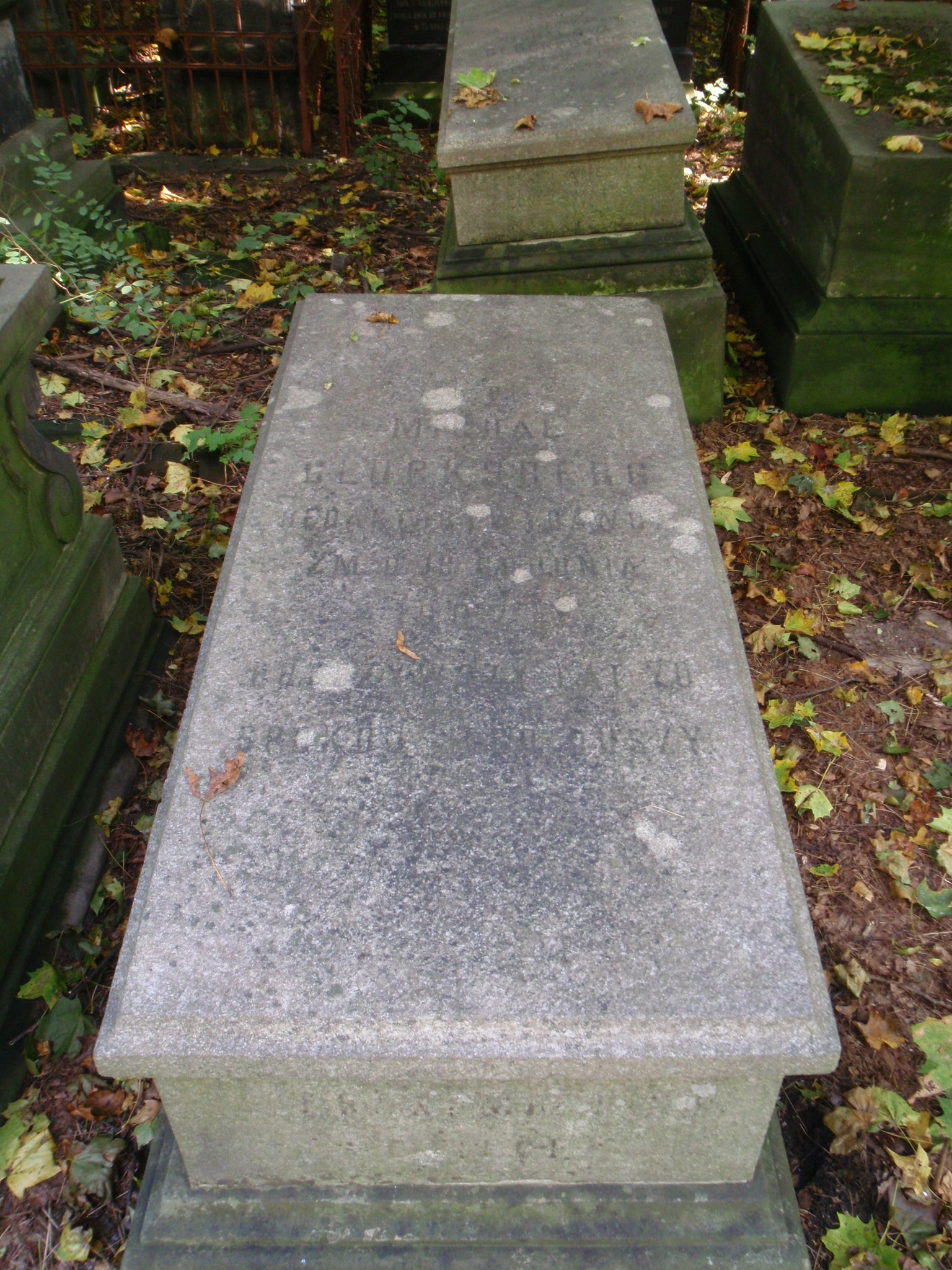
Grób Michała Glücksberga na cmentarzu żydowskim w Warszawie

Michał Glücksberg (ur. 15 kwietnia 1838, zm. 13 grudnia 1907 w Warszawie) – polski księgarz żydowskiego pochodzenia, drukarz i wydawca książek, kalendarzy i czasopism.
Urodził się jako syn księgarza i wydawcy Jana (1793–1859) oraz Anny Klein (ur. 1804). Był bratem Maksymiliana Glücksberga
W 1859 otworzył własną księgarnię nakładową w Warszawie. Wydawał głównie literaturę piękną, prace naukowe, albumy i czasopisma, m.in. Bluszcz i Kmiotek. Wydał także Historię literatury polskiej, Muzeum Sztuki Europejskiej i Galeria Włoskie. Był sędzią handlowym.
Był żonaty z Elżbietą z domu Orgelbrand (1838–1905), córką Samuela Orgelbranda, z którą miał pięcioro dzieci: Henrykę (1860-1903), Jana (1862-1866), Wiktorię (1867-1912), Zofię (1874-1929) i Marię Ludwikę (ur. 1875).
Pochowany jest w alei głównej cmentarza żydowskiego przy ulicy Okopowej w Warszawie (kwatera 71).